# Sam Altman
	Samuel Harris Altman (Chicago, Illinois; 22 de abril de 1985), conocido como Sam Altman, es un empresario, inversionista, programador y bloguero estadounidense. Es director ejecutivo de OpenAI y expresidente de Y Combinator, y se le considera una de las figuras principales en el desarrollo de la inteligencia artificial.

## Primeros años y educación
Altman creció en San Luis (Misuri), en una familia judía, como el mayor de cuatro hermanos. Su madre es dermatóloga y su padre era un agente inmobiliario. Recibió su primera computadora a la edad de 8 años. Asistió a la escuela secundaria John Burroughs y estudió Ciencia de la Computación (Computer Science) en la Universidad de Stanford hasta que abandonó los estudios en 2005. En 2017, recibió un título honorario de la Universidad de Waterloo.

## Carrera
En 2005, a los 19 años, Altman cofundó y se convirtió en director ejecutivo de Loopt, una aplicación móvil de redes sociales basada en la ubicación. Después de recaudar más de $ 30 millones en capital de riesgo, Loopt se cerró en 2012 después de no poder obtener tracción. Fue adquirida por Green Dot Corporation por 43,4 millones de dólares.
Altman comenzó como socio a tiempo parcial en Y Combinator en 2011. En febrero de 2014, Altman fue nombrado presidente de Y Combinator por su cofundador Paul Graham. Su primer lote de inversiones incluyó Loopt. En una publicación de blog de 2014, Altman dijo que la valoración total de las empresas de Y Combinator había superado los 65.000 millones de dólares, incluidas empresas conocidas como Airbnb, Dropbox, Zenefits y Stripe. En septiembre de 2016, Altman anunció que se convertiría en presidente de YC Group, que incluía a Y Combinator y otras unidades.
En octubre de 2015, Altman anunció YC Continuity, un fondo de capital en etapa de crecimiento de $700 millones que invierte en empresas de YC. También en octubre de 2015, Altman anunció Y Combinator Research, un laboratorio de investigación sin fines de lucro, y donó $10 millones al grupo. YC Research ha anunciado hasta ahora investigaciones sobre la renta básica, el futuro de la informática, la educación y la construcción de nuevas ciudades.
Altman fue nombrado el principal inversor menor de 30 años por Forbes en 2015, uno de los "Mejores jóvenes emprendedores en tecnología" por BusinessWeek en 2008 y figura como uno de los cinco fundadores de empresas emergentes más interesantes entre 1979 y 2009 por su colega Paul Graham.
En marzo de 2019, YC anunció la transición de Altman a un puesto de presidente para centrarse más en OpenAI. Esta decisión se produjo poco después de que YC anunciara que trasladaría su sede a San Francisco. A principios de 2020, ya no está afiliado a YC.

### Inversor
Es inversor en muchas empresas, incluidas Airbnb, Stripe, Reddit, Asana, Pinterest, Teespring, Zenefits, FarmLogs, True North, Shoptiques, Instacart, Optimizely, Verbling, Soylent, Reserve, Vicarious, Clever, Notable PDF (ahora Kami) y Change.org.
Fue director ejecutivo de Reddit durante ocho días en 2014 después de la renuncia del director ejecutivo Yishan Wong. Anunció el regreso de Steve Huffman como director ejecutivo el 10 de julio de 2015.

### OpenAI
Altman es el CEO de OpenAI. OpenAI es una empresa de investigación cuyo objetivo es promover la inteligencia artificial de una manera que probablemente beneficie a la humanidad en su conjunto, en lugar de causar daño. La organización fue financiada inicialmente por Altman, Brockman, Elon Musk, Jessica Livingston, Peter Thiel, Amazon Web Services, Infosys y YC Research. En total, cuando la empresa se lanzó en 2015, había recaudado mil millones de dólares de financiadores externos.
Altman cofundó Worldcoin en 2020. Worldcoin tiene como objetivo dar su nuevo dinero digital a todos los humanos en la Tierra de forma gratuita mediante el uso del reconocimiento de iris que preserva la privacidad para garantizar que sus usuarios no reclamen su parte gratuita más de una vez. Worldcoin detuvo su trabajo en varios países después de que los contratistas locales se fueran o las regulaciones hicieran imposible hacer negocios.
En mayo de 2023, Altman testificó frente al congreso de los Estados Unidos, en donde manifestó su opinión de que es necesario regular el uso de la inteligencia artificial. En noviembre de 2023, la junta directiva decidió reemplazar a Altman después de una revisión que concluyó que no fue consistentemente sincero en sus comunicaciones con la junta, afectando su capacidad para ejercer sus responsabilidades. Por lo tanto, perdieron la confianza en su capacidad para continuar liderando OpenAI.
Sin embargo, el 22 de noviembre de 2023, Altman fue reintegrado en su cargo como director ejecutivo de OpenAI. Esta decisión concluyó un período de incertidumbre y especulación sobre su futuro en la organización, marcando un nuevo capítulo en la dirección de OpenAI.
Estos últimos cambios en la organización hablan de un debate de fondo sobre el futuro de la IA y la propia compañía. Con diferencias sobre cómo afrontar el posible horizonte regulatorio de la inteligencia artificial.

### Matrimonio
En 2023 Altman presentó a Oliver Mulherin como su pareja, durante una cena de la Casa Blanca en honor al primer ministro de India, Narendra Modi. Mulherin es un ingeniero de software nacido en Australia, y un experto en inteligencia artificial. En enero del 2024, Sam Altman y Oliver Mulherin se casaron en una ceremonia privada en Hawái. 